# Johan Mulder
Johan Marinus Anthonius Mulder (Bolsward, 13 juni 1920 – Lochem, 26 juni 1990) was een Nederlands politicus van de KVP en later het CDA.
Mulder groeide op als oudste van de twee kinderen van zijn ouders. Zijn vader Thomas Mulder had een grote wasserij in Bolsward, Florence genaamd (tegenwoordig Rentex). Op 17-jarige leeftijd nam hij van zijn vader de leiding van de wasserij over omdat deze ziek was. Op 27 mei 1946 trouwde hij in Bolsward met Agatha Margertha Galama. Samen zouden ze negen kinderen krijgen.
Tot 1966 bleef Mulder directeur van de wasserij en in 1970 droeg hij het volledige bedrijf over aan zijn oudste zoon Tom. Daarnaast was hij vanaf 1950 gemeenteraadslid in Bolsward en hij is daar ook wethouder geweest. Midden 1966 werd Mulder de burgemeester van die gemeente, wat hij zou blijven tot 1984 toen hij vervroegd met pensioen ging. Verder is hij ook nog lid geweest van de Provinciale Staten van Friesland. In 1990 overleed hij op 70-jarige leeftijd. Zijn zoon Joop Mulder was de oprichter van Oerol.